# Bootstrapping
Bootstrapping indica l'avvio di un processo senza apparentemente un intervento esterno al sistema. Il termine trova applicazione in un amplissimo spettro di discipline: informatica, fisica teorica, statistica, biologia, elettronica, ecc.

## Etimologia

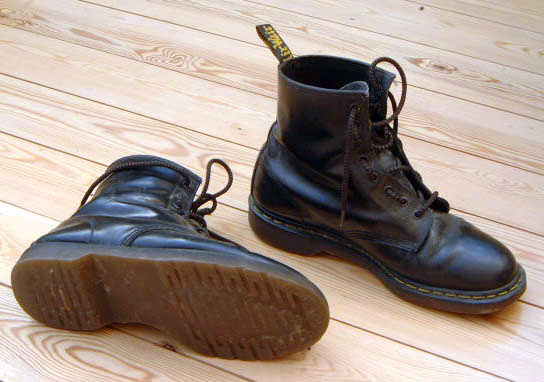
Un paio di stivaletti: notare il "bootstrap" su uno di essi

Il termine nasce nel XIX secolo e indicava il tentativo di sollevare sé stessi tirando verso l'alto i propri stivali ( in inglese "boots"), che talvolta sono dotati di una linguetta (detta "bootstrap") o un anello per facilitare la calzatura. Il bootstrapping, perciò, è un processo impossibile come quello del barone di Münchhausen, che riuscì ad uscire dalle sabbie mobili di una palude tirandosi per i capelli. Esiste il modo di dire inglese pull yourself up by your bootstraps ("tirati su da solo prendendoti per le cinghiette degli stivali"), che significa "risolvi da solo i tuoi problemi, senza aspettare l'aiuto di altri".

## Applicazioni
- In informatica: Boot
- In fisica teorica: Modello bootstrap
- In Statistica: Bootstrap (statistica)